# بابينينو (كالوغا)
بابينينو (بالروسية: Бабынино) هي مدينة في مقاطعة كالوغا أوبلاست في روسيا. يبلغ عدد سكانها حوالي 3,903 نسمة.